# Chance for a live time
Chance for a live time is het eerste livealbum van de Nederlandse rockgroep Kayak. Na tien studioalbums vonden de heren het tijd voor een livealbum, dat opgenomen werd tijdens de tournee die hoorde bij hun eerste studioalbum sinds jaren Close to the fire. De bedoelde zanger Max Werner (Kayakman van het eerste uur) had mede gezien zijn matige gezondheid geen zin in een lange tournee en een voortzetting van een zangersloopbaan binnen Kayak en stond de microfoon af aan Bert Heerink (ex-Vandenberg). Voor de samenzang en de versteviging van de gitaarstemmen kwam Rob Vunderink de gelederen versterken. Vunderink speelde daarvoor in Diesel, samen met Koopman.
De registratie vond plaats tijdens een aantal concerten. In Rotterdam, Utrecht, Leeuwarden, Hardenberg en Enschede werden opnamen gemaakt. In Rotterdam mocht het jeugdkoor van het Hofplein Theater meezingen op Anybody’s  Child. Opvallend detail; de accordeon is terug. De titel verwees naar de redelijk succesvolle single Chance for a lifetime.

## Musici
- Ton Scherpenzeel -  toetsinstrumenten, accordeon, zang
- Pim Koopman – slagwerk, akoestische gitaar, zang
- Bert Heerink – zang, percussie
- Bert Veldkamp – basgitaar, zang
- Rob Vunderink – gitaar, zang
- Rob Winter – gitaar, zang

## Tracklist
| Nr. | Titel                                                  | Duur |
| --- | ------------------------------------------------------ | ---- |
| 1.  | Close to the fire                                      | 8:03 |
| 2.  | Crusader                                               | 3:47 |
| 3.  | When hearts grow cold                                  | 3:55 |
| 4.  | Mammoth                                                | 3:07 |
| 5.  | Wintertime (mellotronstem is vervangen door accordeon) | 3:00 |
| 6.  | Periscope life                                         | 3:47 |
| 7.  | Sweet revenge                                          | 3:45 |
| 8.  | See see the sun (akoestische versie)                   | 4:36 |
| 9.  | Anne (akoestische versie)                              | 3:34 |
| 10. | Anybody’s child (akoestische versie)                   | 4:16 |

| Nr. | Titel                           | Duur |
| --- | ------------------------------- | ---- |
| 1.  | Two wrongs (don’t make a right) | 4:57 |
| 2.  | Forever                         | 4:30 |
| 3.  | Merlin                          | 7:38 |
| 4.  | Niniane                         | 5:52 |
| 5.  | Chance for a lifetime           | 4:30 |
| 6.  | Starlight dancer                | 5:09 |
| 7.  | Ruthless queen                  | 5:04 |
| 8.  | Full circle                     | 5:41 |